# Бой за Мелигалас
Бой за Мелигалас (греч.  Μάχη του Μελιγαλά) произошёл с 13 по 15 сентября 1944 года, в первые дни после ухода немецких войск с юга полуострова Пелопоннес. Бой за городок Мелигалас Мессении был одним из последних и самых кровавых столкновений между Народно-освободительной армией Греции (ЭЛАС) и греческими коллаборационистами из «Батальонов безопасности». На протяжении четырёх десятилетий (до 1981 года) события 1944 года в Мелигаласе стали политическим инструментом и официально преподносились как яркий пример «коммунистического варварства». Сегодня эту традицию продолжают ультраправые круги, в лице неонацистской Новой Зари, которые приглашают на ежегодные церемониалы в Мелигаласе своих единомышленников из Германии, Италии, Испании и т. д..

## Батальоны безопасности
С началом тройной, германо-итало-болгарской, оккупации Греции в годы Второй мировой войны, оккупационные власти сочли нужным сохранить, хотя и в меньших числах, греческую жандармерию в провинции и полицию в городах Афины, Пирей, Патры и Керкира, с задачей «соблюдение порядка и преследование коммунистов». Поскольку жандармерия не проявляла рвения в преследовании партизан Народно-освободительной армии Греции (ЭЛАС), итальянцы которые контролировали бо́льшую часть территории страны, и, в особенности, болгары, которые объявили свою оккупационную зону территорией Болгарии, ограничили деятельность жандармерии большими городами провинций. Греческий «квислинг» Иоаннис Раллис, в начале 1943 года согласился принять дела у своего предшественника К. Логофетопулоса, при условии, что ему позволят создать вооружённые силы для «сохранения законного порядка и борьбы против коммунистов ЭЛАС». Со своей стороны немцы осознавали как политический междоусобный характер создаваемых соединений, так и то что эти соединения знали лучше их местность и лица принимавшие участие в Сопротивлении. Но главное, эти соединения могли облегчить их задачу, без участия немецких сил.
Марк Мазауэр (Mark Mazower), в своей книге Inside Hitler's Greece: The Experience of Occupation, 1941–44 (1993, «В Греции Гитлера»), именует первой задачей создаваемых «Батальонов безопасности» «соблюдение порядка, в случае коммунистических действий». При создании «Батальонов безопасности», значительную роль в налаживании контактов правых («националистических») организаций с немцами сыграл британский агент Стотт, который согласно послевоенным британским утверждениям действовал по собственной инициативе. Историк Т. Герозисис пишет, что объективные конечные намерения англичан и немцев «совпадали». К тому же и те и другие в 1943 году знали, что полное уничтожение демократического Сопротивления было невозможным:625. Герозисис считает что за «Батальонами безопасности» стояли одновременно:627:
- правительство квислингов в Афинах и немцы
- британское правительство
- эмиграционное греческое правительство в Каире

Получив согласие Вермахта, Раллис опубликовал указ о создании «Батальонов безопасности» 18 июня 1943 года.

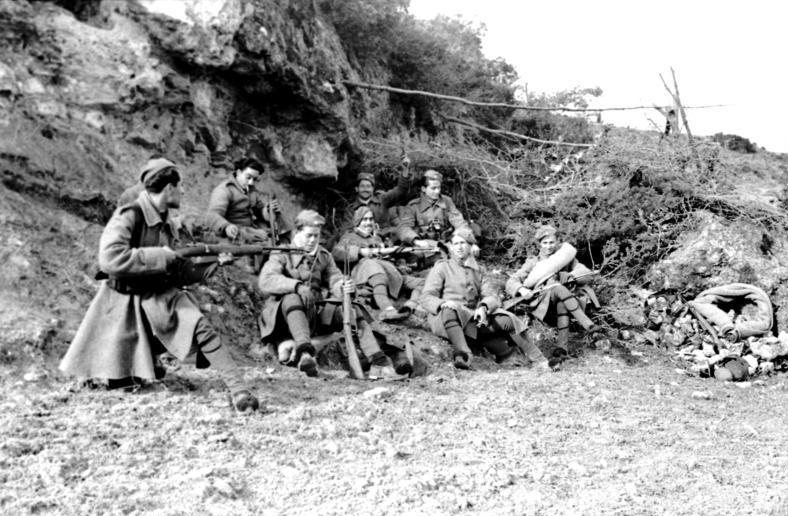
Коллаборационисты Батальонов безопасности.

В батальоны поначалу вступали либо ярые антикоммунисты, либо деклассированные элементы и просто уголовники. Первоначально было создано 4 батальона. Но при гласной и негласной поддержке заинтересованных в этом сторон, к концу года численность «Батальонов» была доведена до 15 тысяч человек:626. 2-й батальон, образованный в июне, был переведен в Патры, с тем чтобы стать ядром организуемого на Пелопоннесе 2-го полка. Параллельно и независимо от «Батальонов безопасности», ультраправый полковник. Д. Пападонгонас, при поддержке итальянцев, а затем немцев, приступил к созданию Показательных батальонов жандармерии. Эти батальоны напрямую содержались немцами, для «экономии немецкой крови» Один из них, созданный 1 ноября 1943 года в Лаконии, получил имя «Батальон Леонид. Возглавил его Леонид Вретаккос, чей брат, Телемах Вреттакос был убит месяцами раннее партизанами ЭЛАС.
Как «Батальоны безопасности», так и батальоны Пападонгонаса, принимали участие в немецких карательных операциях против партизан. В январе 1944 года батальон Вреттакоса принял участие в карательной «Операции Дрозд». В феврале 1944 года батальоны приняли участие в карательных операциях в Ахайя, в марте того же года в Лаконии и Мессинии, совершив ряд зверств по отношению к гражданскому населению. В апреле операции и зверства повторились в Ахайе и Элиде. Батальоны участвовали и в летних операциях 1944 года на Пелопоннесе и приняли участие в резне в Калаврита.
На счету «Батальонов безопасности» также многочисленные расстрелы, произведенные в ответ на убийства партизанами немецких военных. 15 марта 1944 года квислинги из «Батальонов» расстреляли в Патрах, под немецким контролем, 200 коммунистов. Также в марте, «Батальон» города Каламата расстрелял 40 человек. 25 апреля, и независимо от последующего расстрела 200 Первомайцев немцами, полковник Пападонгонас расстрелял 110 человек, в отместку за убийство партизанами ЭЛАС немецкого генерала Кренца, которого Пападонгонас очень уважал». В мае 1944 года немцы объявили весь Пелопоннес военной зоной, запретили передвижения и установили повсеместно комендантский час. Контроль за соблюдением этих мер приняли на себя «Батальоны безопасности».

## Уход немецких войск и вопрос сдачи и разоружения Батальонов безопасности
26 августа 1944 года, под угрозой перекрытия путей отступления советской армией, вступившей на территорию Болгарии, немецкое командование приняло решение начать эвакуацию своих войск из Греции:321.
При своём уходе из Пелопоннеса в начале сентября, немецкие войска уничтожали мосты и железнодорожные пути, но оставляли боеприпасы, оружие и снабжение «Батальонам безопасности» пытаясь разжечь гражданскую войну в Греции:134.
Примечательны воспоминания майора Казакоса (в 1955 году), заместителя командира «Батальона», Мелигаласа: «отношение оккупационных властей (к нам) было искренним и дружественным» и, в том что касается ухода Вермахта, обвиняет немцев в «предательской позиции».
ЭАМ — ЭЛАС рассматривали квислингов вражескими частями, что соответствовало также соглашениям с временным (эмиграционным) правительством Греции.
С уходом немцев, ЭЛАС блокировал «Батальоны безопасности» в различных городах страны, включая Нафплион Агринион, Триполи, Коринф, Патры.
15 августа Национально-освободительный фронт Греции (ЭАМ) вступил в эмиграционное Правительство национального единства:133.
ЭЛАС был охарактеризован союзной армией и действовал официально под эгидой эмиграционного правительства
Своим воззванием от 3 сентября, командующий силами ЭЛАС, генерал Стефанос Сарафис призывал участников «Батальонов безопасности» сдаться с оружием, дабы спасти свою жизнь:134.
В тот же день британский генерал-майору Рональд Скоби (Ronald Scobie), который согласно Казертскому соглашению был назначен командующим всех греческих сил, дал указание греческому генерал-майору Спилиотопулосу, чтобы тот посоветовал членам «Батальонов безопасности» дезертировать или сдаться англичанам, обещая что они будут признаны военнопленными.
6 сентября расплывчатое объявление эмиграционного правительства Георгиоса Папандреу призывал членов Батальонов безопасности «немедленно покинуть» свои позиции и перейти на сторону союзников:134.
Англичане желали сохранения статуса-кво до прибытия их сил и правительства Папандреу и ни в коей мере не желали чтобы немецкое оружие из рук «Батальонов безопасности» перешло в руки партизан ЭЛАС, считая что ЭЛАС поставил своей целью захват власти в стране.
В конечном итоге англичане массово использовали квислингов из «Батальонов безопасности» в декабрьских боях против городских отрядов ЭЛАС в Афинах.

## События в Каламате
На Пелопоннесе действовала ΙΙ дивизия ЭЛАС, общей численностью в 6.000 бойцов. В этот период дивизию возглавлял прибывший на полуостров Арис Велухиотис:336.
Тысячи домов были сожжены в регионе Каламаты во время оккупации и более 1500 человек были расстреляны.
Последние карательные операции были произведены «Батальонами безопасности» всего лишь за несколько недель до событий в Мелигаласе.
Германские войска ушли из города Каламата с 4 на 5 сентября:571.
В городе остались только коллаборационисты. ЭЛАС потребовал от них сдачи оружия, гарантируя, что суд над ними будет произведен после возвращения эмиграционого правительства. В то время как глава американской американской миссии в регионе, греко-американец Джон Фацеас, поддержал это требование, англичанин Гибсон инструктировал квислингов дожидаться прибытия британских сил. Располагая значительными силами (до 1 тысячи человек) и тяжёлым вооружением квислинги решили оказать сопротивление:220.
9 сентября части 9-го и 8-го полков ЭЛАС атаковали Каламату и в течение дня освободили город.
В бою за Каламату погиб командир 9-го полка ЭЛАС И. Сервос. Около 100—120 коллаборационистов и вместе с ними оккупационный правитель Мессинии Д. Перротис бежали в городок Мелигалас:222.

## Перед боем в Мелигаласе
С весны 1944 года Мелигалас был ставкой 3-го «Батальона безопасности» города Каламата и Мелигаласа
Кроме сотни прибывших из Каламаты, в Мелигалас укрепились около тысячи коллаборационистов «Батальонов безопасности» из окружающего городок региона:572.
Архимандрит Иоил Яннакопулос, вместе с двумя британскими офицерами, выступили посредниками, предложив квислингам сдаться и гарантируя им перевод в безопасный лагерь, где до прибытия правительства национального единства, их жизнь и жизнь их родственников будут вбезопасности. Однако оккупационный правитель Перротис отверг это предложение. Коллаборационисты также не приняли во внимание аналогичные просьбы своих родственников:573.

## Бой за Мелигалас

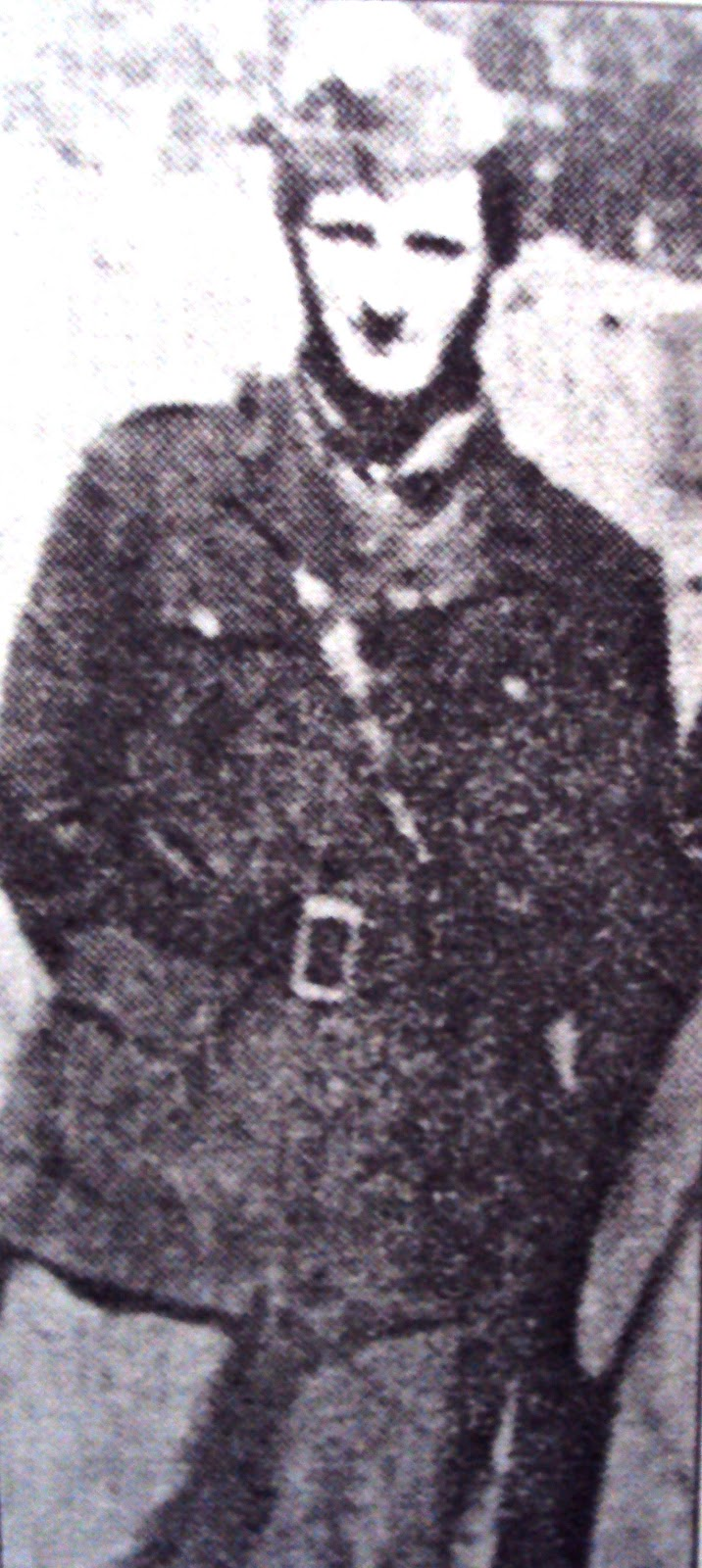
Костас Басакидис — один из героев Боя за Мелигалас

Атака частей 8-го и 9-го полков ЭЛАС началась утром 13 сентября:574.
Общее число атакующих партизан не превышало 1200 бойцов, число обороняющихся квислингов было примерно таким же. Следует учесть также, что в ходе боя стали прибывать слабо вооружённые или вообще невооружённые крестьяне из резервного ЭЛАС.
Располагая примерно той же численностью в живой силе (Антонакакис пишет что и в числах оборонявшиеся имели преумущество против атаковавших), квислинги располагали несравненно лучшим оружием, в особенности тяжёлым, а также тем преимуществом, что вели бой с укреплённых позиций. Укрепления включали в себя тройной ряд колючёй проволоки, окопы и блиндажи, и стену с бойницами высотой в 2 метра.
Бой был жестоким и длился 3 непрерывных дня.
2-й батальон IX полка, под командованием Т. Анастасопулоса и А. Камариноса, атаковал с запада, с задачей занять господствующую высоту Профитис-Илиас (пророка Илии). С левого фланга 2-го батальона, в атаку пошла 9-рота Э. Пападопулоса, с задачей занять куранты перед высотой:226.
Продвигаясь к высоте Профитис-Илиас 2-й батальон нарвался на минное поле, понёс огромные потери, но сумел закрепиться. Однако в течение двух дней батальон не мог взять высоту.
На месте был сформирован отдельный отряд из 5-й пулемётной роты лейтенанта Костаса Басакидиса, которой были придана группа диверсантов с минами и гранатами, которые взрывами открывали для атакующих коридоры в колючей проволоке и стенах.
Басакидису удалось взять высоту Профитис-Илиас на третий день боя:228.
Последовала атака IX полка, которую с пистолетом в руке возглавил его командир, майор Илиас Клапас.
После первой пулемётной очереди произведенной с высоты на Мелигалас, коллаборационисты начали сдаваться.
В бою погибли около 200 партизан ЭЛАС:228.
Мутулас утверждает что после боя последовало «вторжение безоружных и бесконтрольный грабёж и резня»:579.
Английские источники говорят о 600 убитых в этом бою, куда согласно Христосу Антонакакису, бывшему партизану и писателю, вероятно включены и 200 убитых партизан ЭЛАС:229.

## Колодец Мелигаласа

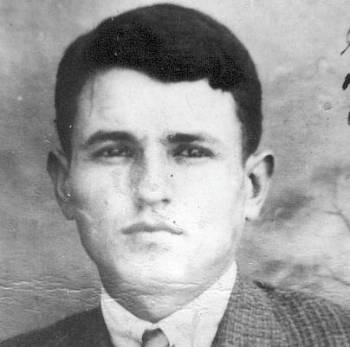
Василис Бравос — один из двух юристов, судивших квислингов в Мелигаласе

Последовали расстрелы пленных коллаборационистов, после слушаний их дел партизанским судом. Суд возглавили юристы Василис Бравос и Яннис Карамузис. Были расстреляны 60 квислингов. Послевоенные правые историографы, такие как П. Мутулас, утверждают, что расстрелы были произведены по спискам представленным местными организациями ЭАМ, что процесс был сомнительной легитимности, а приговоры были связаны с личными мотивами:580.
Расстрелы были произведены у заброшенного колодца за Мелигаласом, который для правых кругов в Греции стал символом и именем нарицательным.

## Суд Линча в Каламате
17 сентября оккупационный правитель Мессинии, Д. Перротис, и члены его администрации были перевезены в Каламату. На центральной площади города разъяренные жители прорвали кордон охраны. Пленные подверглись линчеванию, а 12 человек были повешены на фонарных столбах.

## Война цифр

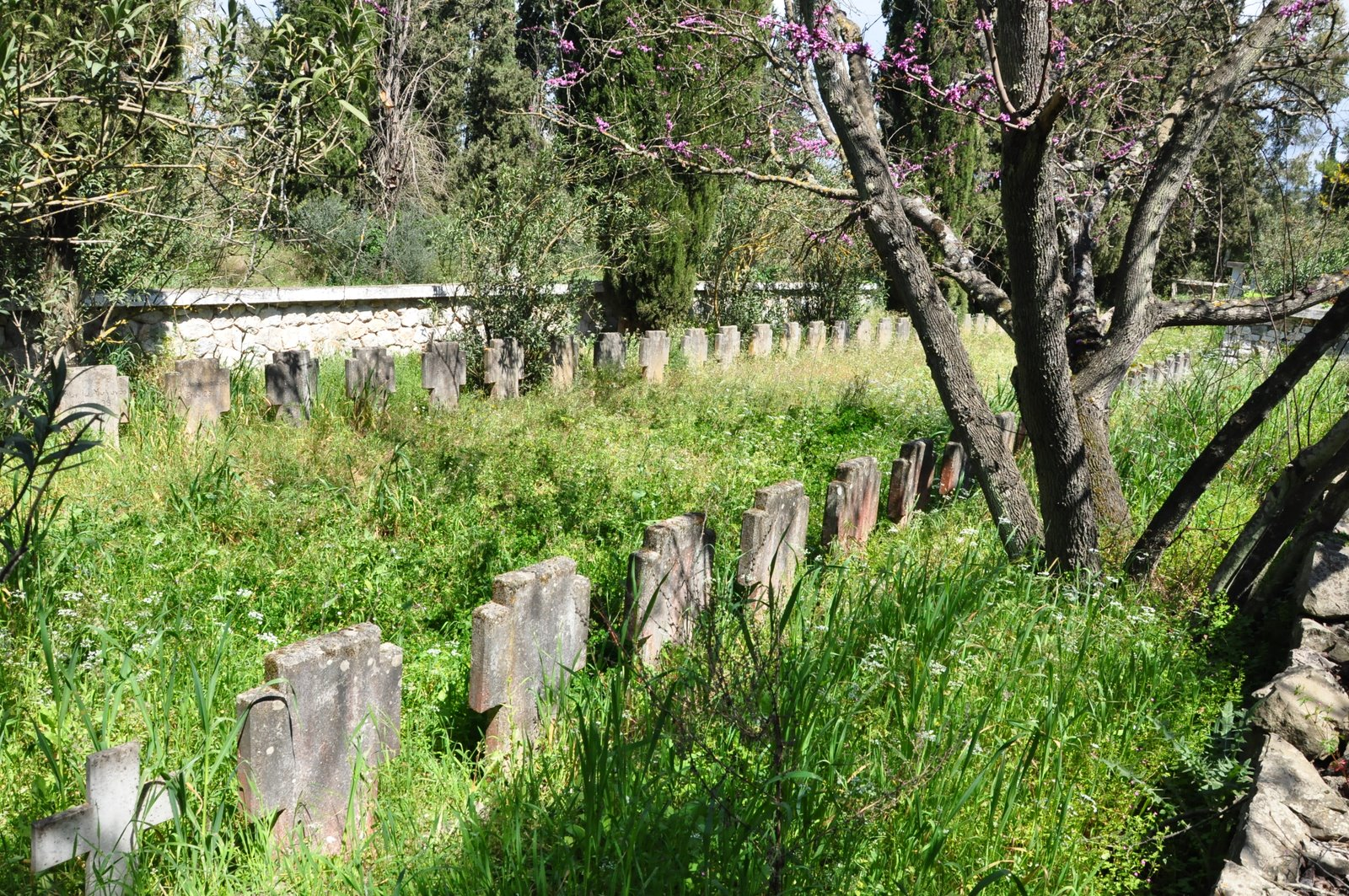
Кладбище жертв Мелигаласа

ЭАМ — ЭЛАС утверждал, что большинство убитых в Мелигаласе были коллаборационистами из «Батальонов безопасности». Это косвенным образом подтверждается даже местным «Обществом жертв», который даёт цифру в 1144 убитых, включая 18 женщин, 18 пожилых, 1 подростка и ни одного ребёнка. Кроме того, огромное большинство убитых были мужчинами военного возраста и из разных регионов (только 108 были из Мелигаласа).
И послевоенные защитники убитых квислингов никак не определятся с числом убитых и в своих работах дают сильно отличающиеся друг от друга цифры. «The New York Times» описывала 10 августа 2005 года «одну из самых ужасных греческих годовщин: резню коммунистами в Мелигаласе в 1944 году 1400 женщин и детей». О 2 тысячах, опять же женщин и детей, ведёт сегодня речь неонацистская "Новая Заря’’. Университетский профессор С. Каливас, ссылаясь на данные Медицинской криминальной службы, даёт цифру 708 убитых в Мелигаласе. Это не сильно отличается от официального заявления ЭЛАС от 26 сентября 1944 года, за подписью генерал-майора Эммануила Мандакаса, в котором говорится о «800 убитых раллистах» (от имени премьера правительства квислингов, Раллиса). Ту же цифру указывает и генерал Стефанос Сарафис. После Варкизского соглашения января 1945 года и разоружения ЭЛАС, новый режим стал причислять к расстрелянным коллаборационистам не только убитых в бою, но и сопутствующие потери, в ходе боя среди гражданского населения.

## Впоследствии
События в Мелигаласе вызвали вмешательство англичан с целью ускорить сдачу «Батальонов безопасности» и избежать перехода их оружия в руки ЭЛАС:137. С помощью англичан, представителей Красного Креста и правительства Папандреу, во многих городах Средней Греции и Пелопоннеса «Батальоны безопасности» сдались без боя и кровопролития. Отдельных случаев убийств квислингов разъярённой толпой или родственниками их жертв избежать не удалось. В целом, как пишет Мазауэр, в образовавшемся после ухода немцев политическом вакууме власти ЭАМ-ЭЛАС попытались установить порядок, противостоя призывам к мести. Благодаря их усилиям, масштабы самосуда в освобождённой Греции были значительно меньше аналогичных явлений во Франции и Италии. С другой стороны и первое послевоенное правительство Греции было вынуждено признать, при соблюдении законных процедур, легитимность расстрелов квислингов.

## Память
В последующие годы событиям в Мелигаласе была придана идеологическая окраска и они стали политическим инструментом. Установившийся после Гражданской войны (1946—1949) режим представлял Мелигалас как символ «коммунистического варварства». Мелигалас и «Колодец Мелигаласа» стали для правых сил в Греции символом «коммунистических зверств». В ежегодных церемониях с периода диктатуры Чёрных полковников принимали участие представители правительства. В панегириках в память убитых они упоминались исключительно как противники или жертвы коммунистов. Избегая упоминания, что убитые были коллаборационистами «Батальонов безопасности», они упоминались только как «зарезанные националисты» или «патриоты».
Только в 1982 году министерство внутренних дел, учитывая то что «эти мероприятия являлись проповедями нетерпимости и на протяжении 40 лет питали раздел нации», решило прекратить участие официальных властей в этих памятных мероприятиях. В настоящее время памятные мероприятия проводит «Общество жертв Колодца», участие в них принимают потомки расстрелянных и члены ультраправых и неонацистских организаций, таких как «Золотая заря».